# 藤咲れいな
藤咲 れいな（ふじさき れいな、1988年8月24日 - ）は、日本の元AV女優。
血液型:A型。身長:160cm。スリーサイズ:B84・W60・H84cm。趣味・特技:スノーボード、書道。

## 略歴・人物
2007年7月にAVデビュー。3本のオリジナル作品に出演して引退。

## 出演作品

### アダルトビデオ
- ゴージャス姫はHな甘えん坊! （2007年7月25日、h.m.p） ※デビュー作
- 派手な潮吹くマドンナ・マジ乱れ! （2007年8月25日、h.m.p）
- アイドル娘は潮吹きまくり! （2007年9月25日、h.m.p）
- 藤咲れいな大全集 （2008年1月21日、ビデオバンク） ※総集編